# Portail des archives neuchâteloises
Le portail des archives neuchâteloises (FLORA) est un bouquet de services documentaires, soit un portail d'archives web donnant accès à une base de données qui regroupe les descriptions des fonds d'archives conservés par les Archives de l'État de Neuchâtel, la Bibliothèque publique et universitaire de Neuchâtel et la Bibliothèque de la ville de La Chaux-de-Fonds (Fonds spéciaux et Archives audiovisuelles Œuvre). C’est un portail spécifique, au principe analogue aux portails géographiquement plus étendus que sont le portail européen des archives et le portail des archives suisses ,. 

## Objectif
En ligne depuis 2014, le portail des archives neuchâteloises a pour but de mettre en commun les instruments de recherche pour permettre aux utilisateurs d'avoir un accès facilité aux informations sur les fonds d'archives.

## Contenu
La norme ISAD(G) est utilisée pour décrire des archives administratives, des fonds privés (associations, entreprises, privés) ainsi que des collections. 
Les types de documents décrits sont variés. Ils comprennent entre autres : documents officiels, correspondance, iconographie, archives audiovisuelles. 
Le portail est enrichi régulièrement par de nouvelles notices.
Parmi les sources primaires conservées dans les institutions neuchâteloises et dont la description est accessible dans ce portail, certaines concernent des personnalités importantes sur la scène locale ou internationale, telles que : Jean-Jacques Rousseau, l'entreprise Suchard, Charles-Édouard Jeanneret (dit Le Corbusier), Isabelle de Charrière.